# Якимович, Борис Анатольевич
Бори́с Анато́льевич Якимо́вич (род. 15 апреля 1952, Березинский район, Минская область) — ректор Ижевского государственного технического университета имени М. Т. Калашникова (ИжГТУ) в 2007—2017 годах.

## Биография
Родился 15 апреля 1952 г. в Белорусской ССР. В 1974 году окончил Воткинский филиал Ижевского механического института по специальности «Технология машиностроения, металлорежущие станки и инструменты». В том же году, как молодой специалист, был оставлен в Воткинском филиале ИжГТУ. За годы работы в вузе прошёл трудовой путь от инженера до заведующего кафедрой, декана, проректора по инновационной работе университета. Плодотворные профессиональные занятия научной деятельностью позволили ему в 1981 г. защитить кандидатскую диссертацию, а в 1994 г. — диссертацию на соискание учёной степени доктора технических наук. В 2007 году на конференции научно-педагогических работников, сотрудников и студентов университета Б. А. Якимович был избран ректором ИжГТУ.
Известный учёный, основными направлениями научной деятельности которого являются газоструйные импульсные системы и системный анализ и управление. Соавтор более 200 научных и учебно-методических работ, в том числе пяти монографий, 20 изобретений. Профессор Б. А. Якимович является автором и соавтором 11 учебников и учебных пособий, рекомендованных Министерством образования и науки РФ для высших учебных заведений России. Учебник «Металлорежущие станки и станочные системы» в двух томах и учебное пособие «Методы анализа и моделирования систем» используются в учебном процессе вузов России и Республики Беларусь.
За 35 лет научно-педагогической деятельности в ИжГТУ профессор Б. А. Якимович подготовил множество молодых специалистов. Он читает лекции по базовым дисциплинам инженерно-технических специальностей: системам автоматизированного проектирования, системному анализу и управлению, математическому моделированию и основам проектирования технических систем.
Успешно сочетает научно-педагогическую и административную работу с общественной деятельностью, являясь членом Центрального совета общероссийской общественной организации «Союз машиностроителей России», главным редактором научно-теоретического журнала «Вестник ИжГТУ», членом редколлегии научных международных журналов «Вестник Белорусского национального технического университета» (Республика Беларусь), Pollack Periodica (Венгрия).
27 февраля 2017 года новым ректором ИжГТУ избран Валерий Павлович Грахов. Новый ректор вступит в должность 15 марта.
В настоящее время заведующий кафедрой "Возобновляемые источники энергии и электрические системы и сети" Севастопольского государственного университета .

## Награды
- «Почётный работник высшего профессионального образования Российской Федерации»
- «Заслуженный деятель науки Российской Федерации»[1]
- «Заслуженный деятель науки УР»
- Медаль МЧС России «За содружество во имя спасения»
- Медаль отличия «За заслуги в уничтожении химического оружия III степени»
- Медаль «XV лет Федеральному управлению по безопасному хранению и уничтожению химического оружия»[1]